# Eichwald (gemeindefreies Gebiet)
Das Gemeindefreie Gebiet Eichwald ist ein 4,33 km² großes gemeindefreies Gebiet im Landkreis Bamberg in Bayern und zählt zur Metropolregion Nürnberg.

## Geographie
Das Forstgebiet liegt südöstlich von Bamberg.

### Nachbargemeinden
Nachbargemeinden sind im Uhrzeigersinn und im Norden beginnend Strullendorf, Buttenheim und Hirschaid.